# Spodoptera acronyctoides
Spodoptera acronyctoides är en fjärilsart som beskrevs av Achille Guenée 1852. Spodoptera acronyctoides ingår i släktet Spodoptera och familjen nattflyn. Inga underarter finns listade i Catalogue of Life.